# Volta à Andaluzia de 2017
A 63.ª edição da Volta à Andaluzia (oficialmente: Vuelta a Andalucía-Ruta Ciclista Del Sol) disputou-se entre a 16 e a 19 de fevereiro de 2017 com um percurso de 676,8 em cinco etapas entre as localidade de Rincón de la Victoria e Coín.
A carreira fez parte pela primeira vez na máxima categoria UCI Europe Tour de 2017 2.hc.
Alejandro Valverde foi o vencedor final da Volta à Andaluzia, conseguindo assim sua quinta vitória final em dita prova e que coincidiu com a vitória número 100 como profissional. A segunda praça foi pára Alberto Contador que acabou a tão só 1 segundo do ganhador. O pódio completou-o o francês Thibaut Pinot.
Ademais Valverde conseguiu a classificação por pontos. A classificação da montanha foi vencida pelo austriaco Georg Preidler, Marco Minnaard obteve a vitória na classificação das metaas volantes e a Team Sky foi a melhor equipa.

## Equipas participantes
Foram 21 equipas os que participam na carreira, 9 equipas de categoria  UCI ProTeam, 10 equipas de categoria Profissional Continental e os dois únicos equipas espanholas de categoria Continental. As equipas participantes são:
| Equipes WorldTeam (9)- Bahrain-Merida - Cannondale-Drapac - FDJ - Lotto-Soudal - Lotto NL-Jumbo - Movistar Team - Sky - Team Sunweb - Trek-Segafredo Equipes profissionais Continentais (10)- Caja Rural-Seguros RGA - CCC Sprandi Polkowice - Cofidis, Solutions Crédits - Direct Énergie - Gazprom-RusVelo - Israel Cycling Academy - Roompot-Nederlandse Loterij - Sport Vlaanderen-Baloise - Verandas Willems-Crelan - Wanty-Groupe Gobert Equipes Continentais (2)- Burgos-BH - Euskadi Basque Country-Murias |
| |

## Etapas
| Etapa | Data    | Percurso                        | type                      | Distância (km) | Vencedor           | Líder geral        |
| ----- | ------- | ------------------------------- | ------------------------- | -------------- | ------------------ | ------------------ |
| 1     | 15 fev. | Rincón de la Victoria – Granada | média montanha            | 155            | Alejandro Valverde | Alejandro Valverde |
| 2     | 16 fev. | Torredonjimeno – Mancha Real    | alta montanha             | 179,9          | Thibaut Pinot      | Alberto Contador   |
| 3     | 17 fev. | Lucena – Lucena                 | contrarrelógio individual | 11,9           | Victor Campenaerts | Alejandro Valverde |
| 4     | 18 fev. | La Campana – Sevilha            | etapa plana               | 178,5          | Bryan Coquard      | Alejandro Valverde |
| 5     | 19 fev. | Setenil de las Bodegas – Coín   | etapa escarpada           | 151,5          | Tim Wellens        | Alejandro Valverde |

### Etapa 1
| \| Classificação por etapas \| Classificação por etapas \| Classificação por etapas \| Classificação por etapas \| Classificação por etapas \| \| Ciclista \| Ciclista \| Equipe \| Tempo \| \| \| ------------------------ \| ------------------------ \| ------------------------ \| ------------------------ \| ------------------------ \| \| 1. \| Alejandro Valverde \| Movistar Team \| 4h02m28s \| \| \| 2. \| Wout Poels \| Team Sky \| + 0s \| \| \| 3. \| Sébastien Reichenbach \| FDJ \| + 0s \| \| \| 4. \| Diego Rosa \| Team Sky \| + 0s \| \| \| 5. \| Ion Izagirre \| Bahrain-Merida \| + 0s \| \| \| 6. \| Alberto Contador \| Trek-Segafredo \| + 0s \| \| \| 7. \| Thibaut Pinot \| FDJ \| + 5s \| \| \| 8. \| Mikel Landa \| Team Sky \| + 5s \| \| \| 9. \| Rigoberto Urán \| Cannondale-Drapac \| + 5s \| \| \| 10. \| Warren Barguil \| Team Sunweb \| + 5s \| \| |                       |                   |          |
| |                       |                   |          |
| Fonte: ProCyclingStats |                       |                   |          |
| Classificação por etapas |                       |                   |          |
| Ciclista | Ciclista              | Equipe            | Tempo    |
| 1. | Alejandro Valverde    | Movistar Team     | 4h02m28s |
| 2. | Wout Poels            | Team Sky          | + 0s     |
| 3. | Sébastien Reichenbach | FDJ               | + 0s     |
| 4. | Diego Rosa            | Team Sky          | + 0s     |
| 5. | Ion Izagirre          | Bahrain-Merida    | + 0s     |
| 6. | Alberto Contador      | Trek-Segafredo    | + 0s     |
| 7. | Thibaut Pinot         | FDJ               | + 5s     |
| 8. | Mikel Landa           | Team Sky          | + 5s     |
| 9. | Rigoberto Urán        | Cannondale-Drapac | + 5s     |
| 10. | Warren Barguil        | Team Sunweb       | + 5s     |

| \| Classificação geral \| Classificação geral \| Classificação geral \| Classificação geral \| Classificação geral \| \| Ciclista \| Ciclista \| Equipe \| Tempo \| \| \| ------------------- \| --------------------- \| ------------------- \| ------------------- \| ------------------- \| \| 1. \| Alejandro Valverde \| Movistar Team \| 4h02m28s \| \| \| 2. \| Wout Poels \| Team Sky \| + 0s \| \| \| 3. \| Sébastien Reichenbach \| FDJ \| + 0s \| \| \| 4. \| Diego Rosa \| Team Sky \| + 0s \| \| \| 5. \| Ion Izagirre \| Bahrain-Merida \| + 0s \| \| \| 6. \| Alberto Contador \| Trek-Segafredo \| + 0s \| \| \| 7. \| Thibaut Pinot \| FDJ \| + 5s \| \| \| 8. \| Mikel Landa \| Team Sky \| + 5s \| \| \| 9. \| Rigoberto Urán \| Cannondale-Drapac \| + 5s \| \| \| 10. \| Warren Barguil \| Team Sunweb \| + 5s \| \| |                       |                   |          |
| |                       |                   |          |
| Fonte: ProCyclingStats |                       |                   |          |
| Classificação geral |                       |                   |          |
| Ciclista | Ciclista              | Equipe            | Tempo    |
| 1. | Alejandro Valverde    | Movistar Team     | 4h02m28s |
| 2. | Wout Poels            | Team Sky          | + 0s     |
| 3. | Sébastien Reichenbach | FDJ               | + 0s     |
| 4. | Diego Rosa            | Team Sky          | + 0s     |
| 5. | Ion Izagirre          | Bahrain-Merida    | + 0s     |
| 6. | Alberto Contador      | Trek-Segafredo    | + 0s     |
| 7. | Thibaut Pinot         | FDJ               | + 5s     |
| 8. | Mikel Landa           | Team Sky          | + 5s     |
| 9. | Rigoberto Urán        | Cannondale-Drapac | + 5s     |
| 10. | Warren Barguil        | Team Sunweb       | + 5s     |

### Etapa 2
| \| Classificação por etapas \| Classificação por etapas \| Classificação por etapas \| Classificação por etapas \| Classificação por etapas \| \| Ciclista \| Ciclista \| Equipe \| Tempo \| \| \| ------------------------ \| ------------------------ \| --------------------------- \| ------------------------ \| ------------------------ \| \| 1. \| Thibaut Pinot \| FDJ \| 4h44m03s \| \| \| 2. \| Alberto Contador \| Trek-Segafredo \| + 2s \| \| \| 3. \| Alejandro Valverde \| Movistar Team \| + 7s \| \| \| 4. \| Ion Izagirre \| Bahrain-Merida \| + 7s \| \| \| 5. \| Mikel Landa \| Team Sky \| + 9s \| \| \| 6. \| Diego Rosa \| Team Sky \| + 9s \| \| \| 7. \| Wout Poels \| Team Sky \| + 13s \| \| \| 8. \| Sébastien Reichenbach \| FDJ \| + 28s \| \| \| 9. \| Pieter Weening \| Roompot-Nederlandse Loterij \| + 46s \| \| \| 10. \| Floris De Tier \| LottoNL-Jumbo \| + 46s \| \| |                       |                             |          |
| |                       |                             |          |
| Fonte: ProCyclingStats |                       |                             |          |
| Classificação por etapas |                       |                             |          |
| Ciclista | Ciclista              | Equipe                      | Tempo    |
| 1. | Thibaut Pinot         | FDJ                         | 4h44m03s |
| 2. | Alberto Contador      | Trek-Segafredo              | + 2s     |
| 3. | Alejandro Valverde    | Movistar Team               | + 7s     |
| 4. | Ion Izagirre          | Bahrain-Merida              | + 7s     |
| 5. | Mikel Landa           | Team Sky                    | + 9s     |
| 6. | Diego Rosa            | Team Sky                    | + 9s     |
| 7. | Wout Poels            | Team Sky                    | + 13s    |
| 8. | Sébastien Reichenbach | FDJ                         | + 28s    |
| 9. | Pieter Weening        | Roompot-Nederlandse Loterij | + 46s    |
| 10. | Floris De Tier        | LottoNL-Jumbo               | + 46s    |

| \| Classificação geral \| Classificação geral \| Classificação geral \| Classificação geral \| Classificação geral \| \| Ciclista \| Ciclista \| Equipe \| Tempo \| \| \| ------------------- \| --------------------- \| --------------------------- \| ------------------- \| ------------------- \| \| 1. \| Alberto Contador \| Trek-Segafredo \| 8h46m33s \| \| \| 2. \| Thibaut Pinot \| FDJ \| + 3s \| \| \| 3. \| Alejandro Valverde \| Movistar Team \| + 5s \| \| \| 4. \| Ion Izagirre \| Bahrain-Merida \| + 5s \| \| \| 5. \| Diego Rosa \| Team Sky \| + 7s \| \| \| 6. \| Wout Poels \| Team Sky \| + 11s \| \| \| 7. \| Mikel Landa \| Team Sky \| + 12s \| \| \| 8. \| Sébastien Reichenbach \| FDJ \| + 26s \| \| \| 9. \| Rigoberto Urán \| Cannondale-Drapac \| + 49s \| \| \| 10. \| Pieter Weening \| Roompot-Nederlandse Loterij \| + 1m09s \| \| |                       |                             |          |
| |                       |                             |          |
| Fonte: ProCyclingStats |                       |                             |          |
| Classificação geral |                       |                             |          |
| Ciclista | Ciclista              | Equipe                      | Tempo    |
| 1. | Alberto Contador      | Trek-Segafredo              | 8h46m33s |
| 2. | Thibaut Pinot         | FDJ                         | + 3s     |
| 3. | Alejandro Valverde    | Movistar Team               | + 5s     |
| 4. | Ion Izagirre          | Bahrain-Merida              | + 5s     |
| 5. | Diego Rosa            | Team Sky                    | + 7s     |
| 6. | Wout Poels            | Team Sky                    | + 11s    |
| 7. | Mikel Landa           | Team Sky                    | + 12s    |
| 8. | Sébastien Reichenbach | FDJ                         | + 26s    |
| 9. | Rigoberto Urán        | Cannondale-Drapac           | + 49s    |
| 10. | Pieter Weening        | Roompot-Nederlandse Loterij | + 1m09s  |

### Etapa 3
| \| Classificação por etapas \| Classificação por etapas \| Classificação por etapas \| Classificação por etapas \| Classificação por etapas \| \| Ciclista \| Ciclista \| Equipe \| Tempo \| \| \| ------------------------ \| ------------------------ \| ------------------------ \| ------------------------ \| ------------------------ \| \| 1. \| Victor Campenaerts \| LottoNL-Jumbo \| 14m55s \| \| \| 2. \| Alejandro Valverde \| Movistar Team \| + 1s \| \| \| 3. \| Alberto Contador \| Trek-Segafredo \| + 7s \| \| \| 4. \| Thibaut Pinot \| FDJ \| + 9s \| \| \| 5. \| Fabio Felline \| Trek-Segafredo \| + 9s \| \| \| 6. \| Wout Poels \| Team Sky \| + 16s \| \| \| 7. \| Tim Wellens \| Lotto-Soudal \| + 20s \| \| \| 8. \| Vasil Kiryienka \| Team Sky \| + 21s \| \| \| 9. \| Tobias Ludvigsson \| FDJ \| + 25s \| \| \| 10. \| Matthias Brändle \| Trek-Segafredo \| + 28s \| \| |                    |                |        |
| |                    |                |        |
| |                    |                |        |
| Classificação por etapas |                    |                |        |
| Ciclista | Ciclista           | Equipe         | Tempo  |
| 1. | Victor Campenaerts | LottoNL-Jumbo  | 14m55s |
| 2. | Alejandro Valverde | Movistar Team  | + 1s   |
| 3. | Alberto Contador   | Trek-Segafredo | + 7s   |
| 4. | Thibaut Pinot      | FDJ            | + 9s   |
| 5. | Fabio Felline      | Trek-Segafredo | + 9s   |
| 6. | Wout Poels         | Team Sky       | + 16s  |
| 7. | Tim Wellens        | Lotto-Soudal   | + 20s  |
| 8. | Vasil Kiryienka    | Team Sky       | + 21s  |
| 9. | Tobias Ludvigsson  | FDJ            | + 25s  |
| 10. | Matthias Brändle   | Trek-Segafredo | + 28s  |

| \| Classificação geral \| Classificação geral \| Classificação geral \| Classificação geral \| Classificação geral \| \| Ciclista \| Ciclista \| Equipe \| Tempo \| \| \| ------------------- \| --------------------- \| ------------------- \| ------------------- \| ------------------- \| \| 1. \| Alejandro Valverde \| Movistar Team \| 9h01m34s \| \| \| 2. \| Alberto Contador \| Trek-Segafredo \| + 1s \| \| \| 3. \| Thibaut Pinot \| FDJ \| + 6s \| \| \| 4. \| Wout Poels \| Team Sky \| + 21s \| \| \| 5. \| Diego Rosa \| Team Sky \| + 45s \| \| \| 6. \| Mikel Landa \| Team Sky \| + 48s \| \| \| 7. \| Sébastien Reichenbach \| FDJ \| + 52s \| \| \| 8. \| Rigoberto Urán \| Cannondale-Drapac \| + 1m29s \| \| \| 9. \| Ondřej Cink \| Bahrain-Merida \| + 1m48s \| \| \| 10. \| Javier Moreno \| Bahrain-Merida \| + 1m50s \| \| |                       |                   |          |
| |                       |                   |          |
| |                       |                   |          |
| Classificação geral |                       |                   |          |
| Ciclista | Ciclista              | Equipe            | Tempo    |
| 1. | Alejandro Valverde    | Movistar Team     | 9h01m34s |
| 2. | Alberto Contador      | Trek-Segafredo    | + 1s     |
| 3. | Thibaut Pinot         | FDJ               | + 6s     |
| 4. | Wout Poels            | Team Sky          | + 21s    |
| 5. | Diego Rosa            | Team Sky          | + 45s    |
| 6. | Mikel Landa           | Team Sky          | + 48s    |
| 7. | Sébastien Reichenbach | FDJ               | + 52s    |
| 8. | Rigoberto Urán        | Cannondale-Drapac | + 1m29s  |
| 9. | Ondřej Cink           | Bahrain-Merida    | + 1m48s  |
| 10. | Javier Moreno         | Bahrain-Merida    | + 1m50s  |

### Etapa 4
| \| Classificação por etapas \| Classificação por etapas \| Classificação por etapas \| Classificação por etapas \| Classificação por etapas \| \| Ciclista \| Ciclista \| Equipe \| Tempo \| \| \| ------------------------ \| ------------------------ \| --------------------------- \| ------------------------ \| ------------------------ \| \| 1. \| Bryan Coquard \| Direct Énergie \| 4h10m33s \| \| \| 2. \| Daniel Hoelgaard \| FDJ \| + 0s \| \| \| 3. \| Hugo Hofstetter \| Cofidis, Solutions Crédits \| + 0s \| \| \| 4. \| Moreno Hofland \| Lotto-Soudal \| + 0s \| \| \| 5. \| Raymond Kreder \| Roompot-Nederlandse Loterij \| + 0s \| \| \| 6. \| Mihkel Räim \| Israel Cycling Academy \| + 0s \| \| \| 7. \| Roman Maikin \| Gazprom-RusVelo \| + 0s \| \| \| 8. \| Maxime Farazijn \| Sport Vlaanderen-Baloise \| + 0s \| \| \| 9. \| Rigoberto Urán \| Cannondale-Drapac \| + 0s \| \| \| 10. \| Eduard Prades \| Caja Rural-Seguros RGA \| + 0s \| \| |                  |                             |          |
| |                  |                             |          |
| |                  |                             |          |
| Classificação por etapas |                  |                             |          |
| Ciclista | Ciclista         | Equipe                      | Tempo    |
| 1. | Bryan Coquard    | Direct Énergie              | 4h10m33s |
| 2. | Daniel Hoelgaard | FDJ                         | + 0s     |
| 3. | Hugo Hofstetter  | Cofidis, Solutions Crédits  | + 0s     |
| 4. | Moreno Hofland   | Lotto-Soudal                | + 0s     |
| 5. | Raymond Kreder   | Roompot-Nederlandse Loterij | + 0s     |
| 6. | Mihkel Räim      | Israel Cycling Academy      | + 0s     |
| 7. | Roman Maikin     | Gazprom-RusVelo             | + 0s     |
| 8. | Maxime Farazijn  | Sport Vlaanderen-Baloise    | + 0s     |
| 9. | Rigoberto Urán   | Cannondale-Drapac           | + 0s     |
| 10. | Eduard Prades    | Caja Rural-Seguros RGA      | + 0s     |

| \| Classificação geral \| Classificação geral \| Classificação geral \| Classificação geral \| Classificação geral \| \| Ciclista \| Ciclista \| Equipe \| Tempo \| \| \| ------------------- \| --------------------- \| ------------------- \| ------------------- \| ------------------- \| \| 1. \| Alejandro Valverde \| Movistar Team \| 13h12m07s \| \| \| 2. \| Alberto Contador \| Trek-Segafredo \| + 1s \| \| \| 3. \| Thibaut Pinot \| FDJ \| + 6s \| \| \| 4. \| Wout Poels \| Team Sky \| + 21s \| \| \| 5. \| Diego Rosa \| Team Sky \| + 45s \| \| \| 6. \| Mikel Landa \| Team Sky \| + 48s \| \| \| 7. \| Sébastien Reichenbach \| FDJ \| + 52s \| \| \| 8. \| Rigoberto Urán \| Cannondale-Drapac \| + 1m29s \| \| \| 9. \| Ondřej Cink \| Bahrain-Merida \| + 1m48s \| \| \| 10. \| Javier Moreno \| Bahrain-Merida \| + 1m50s \| \| |                       |                   |           |
| |                       |                   |           |
| |                       |                   |           |
| Classificação geral |                       |                   |           |
| Ciclista | Ciclista              | Equipe            | Tempo     |
| 1. | Alejandro Valverde    | Movistar Team     | 13h12m07s |
| 2. | Alberto Contador      | Trek-Segafredo    | + 1s      |
| 3. | Thibaut Pinot         | FDJ               | + 6s      |
| 4. | Wout Poels            | Team Sky          | + 21s     |
| 5. | Diego Rosa            | Team Sky          | + 45s     |
| 6. | Mikel Landa           | Team Sky          | + 48s     |
| 7. | Sébastien Reichenbach | FDJ               | + 52s     |
| 8. | Rigoberto Urán        | Cannondale-Drapac | + 1m29s   |
| 9. | Ondřej Cink           | Bahrain-Merida    | + 1m48s   |
| 10. | Javier Moreno         | Bahrain-Merida    | + 1m50s   |

### Etapa 5
| \| Classificação por etapas \| Classificação por etapas \| Classificação por etapas \| Classificação por etapas \| Classificação por etapas \| \| Ciclista \| Ciclista \| Equipe \| Tempo \| \| \| ------------------------ \| ------------------------ \| --------------------------- \| ------------------------ \| ------------------------ \| \| 1. \| Tim Wellens \| Lotto-Soudal \| 3h58m31s \| \| \| 2. \| Simon Clarke \| Cannondale-Drapac \| + 0s \| \| \| 3. \| Victor Campenaerts \| LottoNL-Jumbo \| + 0s \| \| \| 4. \| Maciej Paterski \| CCC Sprandi Polkowice \| + 0s \| \| \| 5. \| Domen Novak \| Bahrain-Merida \| + 0s \| \| \| 6. \| Nick van der Lijke \| Roompot-Nederlandse Loterij \| + 0s \| \| \| 7. \| Marco Minnaard \| Wanty-Groupe Gobert \| + 1m34s \| \| \| 8. \| Héctor Benito Sáez \| Caja Rural-Seguros RGA \| + 1m45s \| \| \| 9. \| Iván García Cortina \| Bahrain-Merida \| + 1m45s \| \| \| 10. \| Hugo Hofstetter \| Cofidis, Solutions Crédits \| + 1m45s \| \| |                     |                             |          |
| |                     |                             |          |
| |                     |                             |          |
| Classificação por etapas |                     |                             |          |
| Ciclista | Ciclista            | Equipe                      | Tempo    |
| 1. | Tim Wellens         | Lotto-Soudal                | 3h58m31s |
| 2. | Simon Clarke        | Cannondale-Drapac           | + 0s     |
| 3. | Victor Campenaerts  | LottoNL-Jumbo               | + 0s     |
| 4. | Maciej Paterski     | CCC Sprandi Polkowice       | + 0s     |
| 5. | Domen Novak         | Bahrain-Merida              | + 0s     |
| 6. | Nick van der Lijke  | Roompot-Nederlandse Loterij | + 0s     |
| 7. | Marco Minnaard      | Wanty-Groupe Gobert         | + 1m34s  |
| 8. | Héctor Benito Sáez  | Caja Rural-Seguros RGA      | + 1m45s  |
| 9. | Iván García Cortina | Bahrain-Merida              | + 1m45s  |
| 10. | Hugo Hofstetter     | Cofidis, Solutions Crédits  | + 1m45s  |

## Classificações finais
- As classificações finalizaram da seguinte forma:[3]

### Classificação geral
| \| Classificação geral \| Classificação geral \| Classificação geral \| Classificação geral \| Classificação geral \| \| Ciclista \| Ciclista \| Equipe \| Tempo \| \| \| ------------------- \| --------------------- \| ------------------- \| ------------------- \| ------------------- \| \| 1. \| Alejandro Valverde \| Movistar Team \| 17h12m23s \| \| \| 2. \| Alberto Contador \| Trek-Segafredo \| + 1s \| \| \| 3. \| Thibaut Pinot \| FDJ \| + 6s \| \| \| 4. \| Wout Poels \| Team Sky \| + 21s \| \| \| 5. \| Diego Rosa \| Team Sky \| + 45s \| \| \| 6. \| Mikel Landa \| Team Sky \| + 48s \| \| \| 7. \| Sébastien Reichenbach \| FDJ \| + 52s \| \| \| 8. \| Rigoberto Urán \| Cannondale-Drapac \| + 1m29s \| \| \| 9. \| Ondřej Cink \| Bahrain-Merida \| + 1m48s \| \| \| 10. \| Javier Moreno \| Bahrain-Merida \| + 1m50s \| \| |                       |                   |           |
| |                       |                   |           |
| Fonte: ProCyclingStats |                       |                   |           |
| Classificação geral |                       |                   |           |
| Ciclista | Ciclista              | Equipe            | Tempo     |
| 1. | Alejandro Valverde    | Movistar Team     | 17h12m23s |
| 2. | Alberto Contador      | Trek-Segafredo    | + 1s      |
| 3. | Thibaut Pinot         | FDJ               | + 6s      |
| 4. | Wout Poels            | Team Sky          | + 21s     |
| 5. | Diego Rosa            | Team Sky          | + 45s     |
| 6. | Mikel Landa           | Team Sky          | + 48s     |
| 7. | Sébastien Reichenbach | FDJ               | + 52s     |
| 8. | Rigoberto Urán        | Cannondale-Drapac | + 1m29s   |
| 9. | Ondřej Cink           | Bahrain-Merida    | + 1m48s   |
| 10. | Javier Moreno         | Bahrain-Merida    | + 1m50s   |

### Classificação por pontos
| Posição | Ciclista           | Equipa         | Pontos |
| ------- | ------------------ | -------------- | ------ |
| 1.º     | Alejandro Valverde | Movistar       | 63     |
| 2.º     | Thibaut Pinot      | FDJ            | 48     |
| 3.º     | Alberto Contador   | Trek-Segafredo | 46     |

### Classificação da montanha
| Posição | Ciclista           | Equipa                 | Pontos |
| ------- | ------------------ | ---------------------- | ------ |
| 1.º     | Georg Preidler     | Sunweb                 | 32     |
| 2.º     | Daniel Turek       | Israel Cycling Academy | 18     |
| 3.º     | Alejandro Valverde | Movistar               | 16     |

### Classificação das metas volantes
| Posição | Ciclista           | Equipa                 | Pontos |
| ------- | ------------------ | ---------------------- | ------ |
| 1.º     | Marco Minnaard     | Wanty-Groupe Gobert    | 6      |
| 2.º     | Victor Campenaerts | Lotto NL-Jumbo         | 4      |
| 3.º     | Daniel Turek       | Israel Cycling Academy | 3      |

## Evolução das classificações
| Etapa (Vencedor)               | Classificação geral | Classificação por pontos | Classificação da montanha | Classificação das metas volantes | Classificação por equipas | Classificação da combinada |
| ------------------------------ | ------------------- | ------------------------ | ------------------------- | -------------------------------- | ------------------------- | -------------------------- |
| 1.ª etapa (Alejandro Valverde) | Alejandro Valverde  | Alejandro Valverde       | Georg Preidler            | Daniel Turek                     | Team Sky                  | Alejandro Valverde         |
| 2.ª etapa (Thibaut Pinot)      | Alberto Contador    | Alejandro Valverde       | Georg Preidler            | Daniel Turek                     | Team Sky                  | Alejandro Valverde         |
| 3.ª etapa (Victor Campenaerts) | Alejandro Valverde  | Alejandro Valverde       | Georg Preidler            | Daniel Turek                     | Team Sky                  | Alejandro Valverde         |
| 4.ª etapa (Bryan Coquard)      | Alejandro Valverde  | Alejandro Valverde       | Georg Preidler            | Daniel Turek                     | Team Sky                  | Alejandro Valverde         |
| 5.ª etapa (Tim Wellens)        | Alejandro Valverde  | Alejandro Valverde       | Georg Preidler            | Marco Minnaard                   | Team Sky                  |                            |
| Final                          | Alejandro Valverde  | Alejandro Valverde       | Georg Preidler            | Marco Minnaard                   | Team Sky                  | '                          |

## UCI World Ranking
A Volta à Andaluzia outorga pontos para o UCI Europe Tour de 2017 e o UCI World Ranking, este último para corredores das equipas nas categorias UCI ProTeam, Profissional Continental e Equipas Continentais. A seguinte tabela mostra o barómetro de pontuação e os 10 corredores que obtiveram pontos:
| Posição             | 1.º | 2.º | 3.º | 4.º | 5.º | 6.º | 7.º | 8.º | 9.º | 10.º | 11.º | 12.º | 13.º | 14.º | 15.º | 16.º-30.º | 31.º-40.º |
| Classificação geral | 200 | 150 | 125 | 100 | 85  | 70  | 60  | 50  | 40  | 35   | 30   | 25   | 20   | 15   | 10   | 5         | 3         |
| Por etapa           | 20  | 10  | 5   |     |     |     |     |     |     |      |      |      |      |      |      |           |           |
| Líder               | 5   |     |     |     |     |     |     |     |     |      |      |      |      |      |      |           |           |

| Classificação | Classificação         | Classificação     | Classificação | Classificação | Classificação | Classificação |
| Posição       | Ciclista              | Equipa            | Geral         | Etapa         | Líder         | Total         |
| ------------- | --------------------- | ----------------- | ------------- | ------------- | ------------- | ------------- |
| 1.º           | Alejandro Valverde    | Movistar Team     | 200           | 35            | 15            | 250           |
| 2.º           | Alberto Contador      | Trek-Segafredo    | 150           | 15            | 5             | 170           |
| 3.º           | Thibaut Pinot         | FDJ               | 125           | 20            | -             | 145           |
| 4.º           | Wout Poels            | Team Sky          | 100           | 10            | -             | 110           |
| 5.º           | Diego Rosa            | Team Sky          | 85            | -             | -             | 85            |
| 6.º           | Mikel Landa           | Team Sky          | 70            | -             | -             | 70            |
| 7.º           | Sébastien Reichenbach | FDJ               | 60            | 5             | -             | 65            |
| 8.º           | Rigoberto Urán        | Cannondale-Drapac | 50            | -             | -             | 50            |
| 9.º           | Ondřej Cink           | Bahrein-Merida    | 40            | -             | -             | 40            |
| 10.º          | Javier Moreno         | Bahrein-Merida    | 35            | -             | -             | 35            |